# Paratomellidae
Paratomellidae — родина двобічно-симетричних тварин класу Ацели.

## Класифікація
Родина включає в себе 2 роди з 3 видами:
- Рід Hesiolicium
  - Hesiolicium inops (Crezee & Tyler 1976)
- Рід Paratomella
  - Paratomella rubra (Rieger & Ott 1971)
  - Paratomella unichaeta (Dörjes 1966)